# Chamberlainia velutina
Chamberlainia velutina là một loài rêu trong họ Brachytheciaceae. Loài này được Hedw. H. Rob. mô tả khoa học đầu tiên năm 1962.